# Токсо
Токсо, още Курсова или Бейлик (на гръцки: Τόξο, катаревуса: Τόξον, Токсон, до 1959 Κούρσοβα, Курсова), е село в Северна Гърция, в дем Катерини, област Централна Македония.

## География
Селото е разположено на около 21 km северозападно от град Катерини в подножието на планината Голен (Колона).

## История
Курсова е старо селище, разсипано в немирните години в края на XVIII век и възстановено след края на Гражданската война в Гърция в 1949 година. Регистрирано е за пръв път в преброяването от 1951 година. В 1958 година името е променено на Токсон, но официално смяната влиза в регистрите в следващата 1959 година.
В миналото южно от селото, на десния бряг на Траганос е била разположена махалата Говромица или Кувромици (Κουβρομήτση), която при формирането на общината Дрянища в 1926 година е регистрирана като отделно селище.
Главната църква се казва „Успение Богородично“, а също така в селото има нова църква „Свети Рафаел, Никола и Ирина“, параклис на Свети Архангели и на Свети Димитър. В Токсо е построена клиника, детска градина и начално училище.
Жителите на селото се занимават със скотовъдство и със земеделие – произвеждат тютюн, пшеница, картофи.
| Година    | 1913 | 1920 | 1928 | 1940 | 1951 | 1961 | 1971 | 1981 | 1991 | 2001 | 2011 | 2021 |
| --------- | ---- | ---- | ---- | ---- | ---- | ---- | ---- | ---- | ---- | ---- | ---- | ---- |
| Население |      |      |      |      | 177  | 334  | 334  | 275  | 255  | 228  | 137  | 101  |